# Carme Artigas
Carme Artigas Brugal (Vilassar de Mar, Barcelona, 5 de abril de 1968) es una ejecutiva y empresaria española, dedicada fundamentalmente al sector tecnológico. 
Es considerada «una de las mayores expertas en la aplicación práctica del big data y la inteligencia artificial de España». Además es embajadora en España de las conferencias Women in data science de la Universidad de Stanford y miembro de la fábrica de ideas Data innovation network de la Universidad de Columbia.
En el ámbito político, entre 2020 y 2023 ejerció como secretaria de Estado de Digitalización e Inteligencia Artificial, así como, por razón del cargo, presidenta del Instituto Nacional de Ciberseguridad.

## Biografía y trayectoria
Se licenció en Ingeniería Química en el Instituto Químico de Sarriá (Barcelona) y en Ciencias Químicas por la Universidad Ramon Llull, además de cursar un grado en Dirección Ejecutiva en Capital Riesgo por la Haas School of Business (Universidad de Berkeley) de California. Defendió su tesis doctoral en el Max Plank Institute de Munich, sobre química cuántica y cáncer.
Fue nombrada como secretaria de Estado de Digitalización e Inteligencia Artificial por la vicepresidenta y ministra de Economía, Nadia Calviño, tras la formación en enero de 2020 del segundo gobierno de Pedro Sánchez. Se convirtió así, tras la ministra, en la máxima responsable en España en materia de ciberseguridad, digitalización e inteligencia artificial, presidiendo tanto el Instituto Nacional de Ciberseguridad como la Agencia Española de Supervisión de la Inteligencia Artificial, tras su creación en 2023.
En octubre de 2023, Artigas fue elegida por el secretario general, António Guterres, como copresidenta del Consejo Asesor de las Naciones Unidas para Inteligencia Artificial. Posteriormente, en diciembre de 2023 Artigas lideró y coordinó las negociaciones para la aprobación de una ley de inteligencia artificial a nivel europeo, en el contexto de la presidencia española del Consejo de la Unión Europea.
En diciembre de 2023, anunció su salida del Ejecutivo socialista tras completar las negociaciones con la Unión Europea en materia de inteligencia artificial, con el objetivo de centrarse en presidir el Consejo Asesor de Naciones Unidas en esta área y regresar al sector privado.

## Reconocimientos
En 2016, Artigas fue reconocida entre las treinta directivas más influyentes y con más proyección internacional por la publicación estadounidense Insights Success, siendo la única española en figurar en la lista. En octubre de 2019, Artigas recibió el premio #WeLeadership 2019 al Talento Femenino en Innovación Tecnológica durante el Congreso Women Evolution celebrado en Barcelona. En diciembre de ese mismo año fue nombrada Embajadora de Tecnología Digital en los III Premios Digitales El Español, como reconocimiento a sus veinte años de trayectoria como empresaria y directiva en el sector tecnológico, experta en big data, inteligencia artificial e innovación tecnológica.
En julio de 2023 fue condecorada con la Gran Cruz del Mérito Militar, a propuesta del Centro de Sistemas y Tecnologías de la Información y las Comunicaciones, por el impulso a la digitalización en el ámbito de la defensa.